# حي أول الزقازيق
حي أول، هو إحدى التقسيمات الداخلية لمدينة الزقازيق في محافظة الشرقية، جمهورية مصر العربية.